# Richard Levinson
Richard Levinson (n. 7 august 1934, Pennsylvania, SUA – d. 12 martie 1987, Los Angeles, California, SUA) a fost un scenarist și producător de televiziune american, care a lucrat adesea în colaborare cu William Link.

## Viața și cariera
Levinson s-a născut în orașul Philadelphia din Pennsylvania. A urmat studii la Universitatea din Pennsylvania, unde a obținut o licență în științe economice în 1956. Și-a satisfăcut stagiul militar în Armata Statelor Unite ale Americii în perioada 1957-1958 și s-a căsătorit cu actrița Rosanna Huffman în 1969. Levinson avea origini evreiești.
William Link și Richard Levinson au început în 1946, în prima lor zi de liceu, o prietenie care s-a întins pe durata a 41 de ani. Ambii erau fani ai lui Ellery Queen încă din copilărie și aveau pasiunea de a rezolva mental cazuri detectivistice, pasiune care se va reflecta în activitatea lor.
Duo-ul a scris piese de teatru, scenarii pentru piese radiofonice și scenarii pentru emisiuni de televiziune. Ei au colaborat la scrierea scenariilor și la producerea unor episoade ale serialelor de televiziune Columbo, Mannix, Ellery Queen, Verdict crimă (împreună cu Peter S. Fischer) și Scene of the Crime, a filmelor de televiziune The Gun, My Sweet Charlie, That Certain Summer, The Judge and Jake Wyler, The Execution of Private Slovik, Charlie Cobb: A Nice Night for a Hanging, Rehearsal for Murder și Guilty Conscience, precum și a serialului TV de scurtă durată Blacke's Magic. Ei au fost mândri să creeze emisiuni „inteligente”, în loc să creeze emisiuni violente.
Cei doi parteneri au colaborat, de asemenea, la două filme de lung metraj, The Hindenburg (1975) și Rollercoaster (1977), precum și la spectacolul Merlin de pe Broadway, cu magicianul Doug Henning.
Echipa folosit ocazional pseudonimul Ted Leighton, mai ales la filmul de televiziune Ellery Queen: Don't Look Behind You (unde textele lor au fost rescrise substanțial de alți scenariști) și la serialul de televiziune Columbo, atunci când au venit cu povestiri care au fost scenarizate de colaboratorii lor. Au folosit acest pseudonim începând din 1959 pentru unele povestiri publicate în Alfred Hitchcock's Mystery Magazine, când revista publicase deja povestiri semnate cu numele Levinson și Link. Ei au utilizat același pseudonim pentru scenariul ultimului film al lui Steve McQueen, The Hunter. Leighton a fost unul dintre prenumele lui Levinson.
În 1979 Levinson și Link au primit un premiu Edgar special al Mystery Writers of America pentru activitatea lor la serialele Ellery Queen și Columbo. În cursul anilor 1980 au câștigat de trei ori Premiul Edgar pentru cel mai bun film sau miniserial de televiziune, iar în 1989 au obținut premiul Ellery Queen al Mystery Writers of American, acordat cuplurilor de autori de literatură detectivistică. În noiembrie 1995 au fost aleși împreună în Television Academy Hall of Fame.

## Moartea
Levinson a murit în urma unui atac de cord la casa lui din Brentwood, Los Angeles, în zorii zilei de 12 martie 1987. A fost înmormântat în Cimitirul Westwood Village Memorial Park. Primul roman spin-off Verdict crimă, intitulat Gin And Daggers, a fost dedicat amintirii sale.
În semn de omagiu pentru Levinson, Link a scris scenariul filmului de televiziune The Boys (1991), cu James Woods și John Lithgow.

## Legături externe
- Richard Levinson la Internet Movie Database
- Richard Levinson la Find a Grave